# Broomchloormethaan
Broomchloormethaan is een halomethaan van chloor en broom, met als brutoformule CH2BrCl. Het is een kleurloze tot gele vloeistof met een chloroformachtige geur, die slecht oplosbaar is in water. Het werd tot 1 januari 2002 gebruikt als blusvloeistof in brandblussers, maar omwille van de schadelijkheid voor het milieu (in het bijzonder voor de ozonlaag) wordt de stof nu geweerd uit deze apparaten.

## Toxicologie en veiligheid
De stof ontleedt bij verhitting met vorming van giftige en corrosieve dampen, onder andere waterstofchloride, fosgeen en waterstofbromide. Broomchloormethaan tast, tenzij geremd, vele metalen aan, waaronder staal, aluminium, magnesium en zink.
Inademing van de stof kan longoedeem veroorzaken. De stof kan effecten hebben op het centraal zenuwstelsel en het bloed, met als gevolg verstoorde werking en vorming van carboxyhemoglobine. Blootstelling kan een verminderd bewustzijn veroorzaken.
Herhaald of langdurig huidcontact kan een huidontsteking veroorzaken. De longen kunnen aangetast worden bij langdurige blootstelling. Broomchloormethaan kan effecten hebben op de nieren en de lever, met als gevolg een verstoorde werking.